# Synurus deltoides
Synurus deltoides là một loài thực vật có hoa trong họ Cúc. Loài này được (Aiton) Nakai miêu tả khoa học đầu tiên năm 1932.